# 茶人三部曲
《茶人三部曲》是作家王旭烽的长篇小说，曾荣获2000年第5届茅盾文学奖。2019年9月23日，《抉择》入选“新中国70年70部长篇小说典藏”。

## 故事梗概
《南方有嘉木》讲述清末民初浙江省杭州市忘忧茶庄的三代传人杭九斋、杭天醉以及杭天醉所生的三子二女和茶叶生意的沉浮兴衰。
《不夜之侯》讲述中国人民抗日战争时期浙江省杭州市“杭嘉禾”家族在战争中求生存求发展，顶住日寇铁蹄保存茶文化的故事。
《筑草为城》讲述中华人民共和国建立后，领导人发动各种各样的政治运动，茶叶生意也起起伏伏，直到改革开放才正式稳定下来。

## 分集
- 《南方有嘉木》
- 《不夜之侯》
- 《筑草为城》